# 돌라 (래퍼)
돌라(Dolla, 1987년 11월 25일 ~ 2009년 5월 18일)는 미국의 래퍼이다. 본명은 로더릭 앤서니 버턴(Roderick Anthony Burton)이다. 

## 대표작

### 음반
- 싱글 앨범 《I`m Tore Up》

## 사망
2009년 5월 18일, 머리에 총격을 맞고 사망하였다. 